# Келе (село)
Келе (лезг. КIеле) — покинутый лезгинский аул в Сулейман-Стальском районе Дагестана.

## Этимология
«КIеле» — крепость 

## География
Село находится в предгорной части Сулейман Стальского района. Территории села Келе, богаты высокоствольными лесами, здесь растут бук и дуб, клен и осина, липа и береза, много дичи и зверья, фруктов и ягод. Изобилие родников и ручьев, маленьких рек придает этим землям особую красоту. Но главными природными достопримечательностями села Келе считаются 2 водопада, один из которых высотой до 40 метров.

## История
Келе было расположено в 25 километрах к юго-западу от Касумкента вблизи границы с  Курахским районом. Село древнее, на окраинах остались захоронения домусульманского периода. Первые свидетельства о Келе ученые получили из текста настенного камня старой мечети сел. Курах, где описана карта Курахского общества. Датируется этот камень 1356 годом.
В 1886 году по указу государя Российского, леса, принадлежащие обществу села Келе и другим соседним селам, были переданы в собственность министерства госимущества России. После этого лес охранялся казаками. А рядом расположена поляна, которая называется "Урусрал, т.е. где были или есть русские. К селу Келе с давних пор относится населенный пункт, называемый Шикской дачей или ЧатI-легъв, где раньше жили те же келенцы, возможно, только в летнее время. Здесь вплоть до 60-х годов работал лесопильный завод. 
В Келе вместе с ЧатI-легъв насчитывалось около 80 домов и 6 основных тухумов: Купулар, Гьасанар, Арабар, Штулар, Яхулар, СикIер, а также примкнувших к ним мелких тухумов: Башунаяр, Чирагъар, Буттаяр, Шараяр .
В самом Келе, по переписи 1886 года, было 59 хозяйств, численность населения составляла 410 человек: 209 мужчин и 201 женщина.
В селе у каждого тухума была своя мельница. Особо выделялась мельница Мукаила, принадлежащая тухуму Штулар. 

## Известные уроженцы
- Мирзабеков, Мирзабек Кадырович (1950—2020) — советский и российский дагестанский актёр, режиссёр и драматург.